# Гиппиус, Алексей Алексеевич
Алексе́й Алексе́евич Ги́ппиус (род. 15 декабря 1963, Москва) — российский лингвист и текстолог, доктор филологических наук (2006), академик РАН (2022).

## Биография
Родился 15 декабря 1963 года в Москве, в семье доктора физико-математических наук, доктора технических наук Алексея Гиппиуса.

Окончил в 1985 году отделение русского языка и литературы филологического факультета МГУ, а в 1988 — аспирантуру по кафедре русского языка (научный руководитель — Б. А. Успенский). 

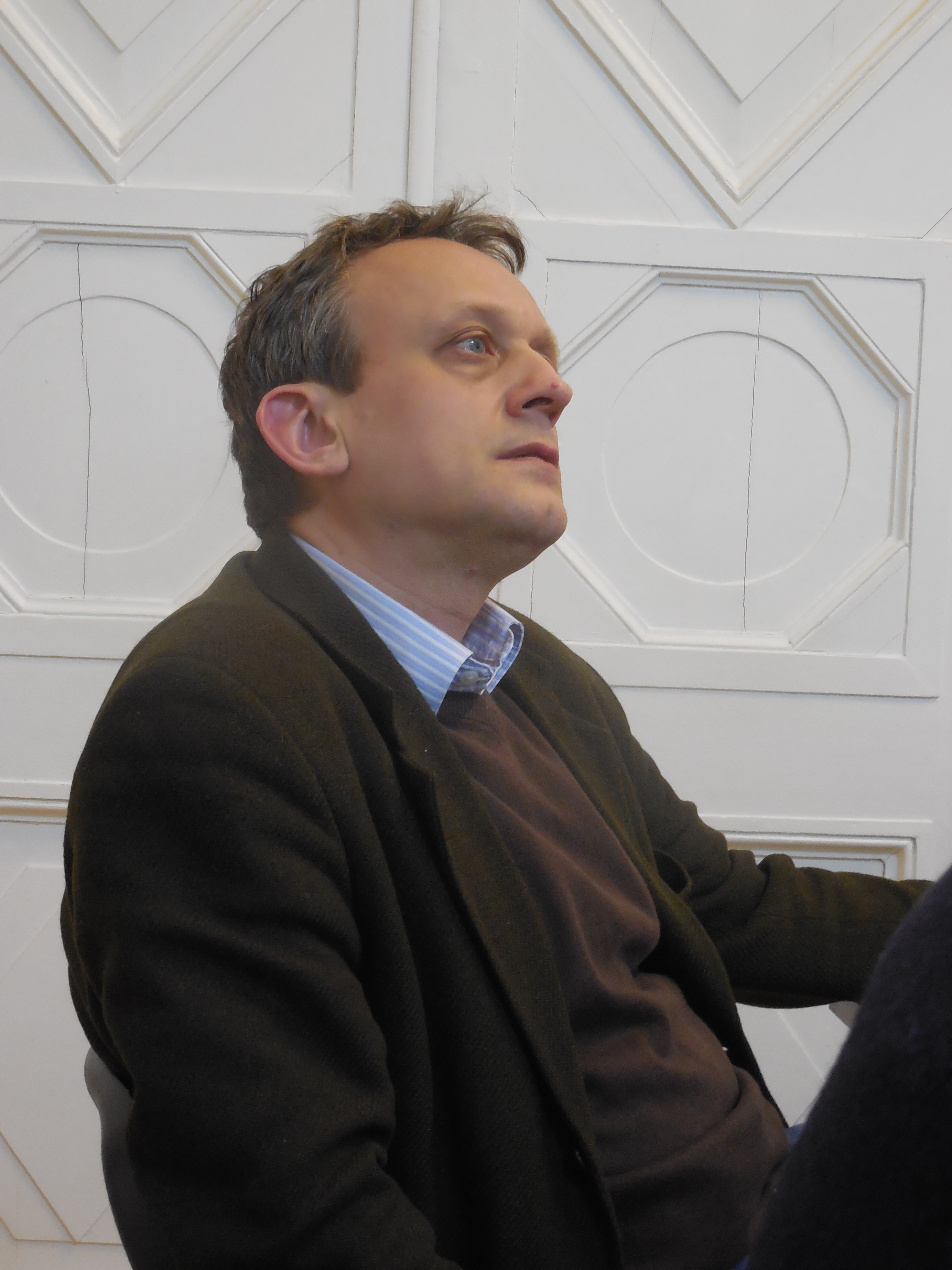
Алексей Гиппиус в 2014 году

В 1996 году защитил кандидатскую диссертацию «Лингво-текстологическое исследование Синодального списка Новгородской первой летописи». Является научным учеником академика Янина.
Преподаватель кафедры русского языка филологического факультета МГУ (1988—1993). Главный научный сотрудник отдела типологии и сравнительного языкознания Института славяноведения РАН (с 1993). С 2006 года по совместительству — сотрудник Института высших гуманитарных исследований РГГУ.
В 2006 году защитил докторскую диссертацию «История и структура древнерусского текста (XI—XIV в.): Комплексный анализ и реконструкция». Стипендиат Фонда Александра фон Гумбольдта (2000—2001).
С 2011 года профессор факультета филологии Высшей школы экономики, продолжает также работу в Институте славяноведения. В декабре 2011 года был избран членом-корреспондентом, в июне 2022 года — действительным членом РАН.
Член редколлегии журналов «Русский язык в научном освещении», «Древняя Русь. Вопросы медиевистики» и «Русская речь» (с 2019). Входит в состав диссертационного совета при ИРЯ РАН.
Был членом Вольного исторического общества вплоть до его ликвидации в 2023 году.

## Научная деятельность
Специалист в области древнерусского языка и культуры Древней Руси, текстологии древнерусской литературы. Гиппиус активно применяет лингвистические методы при установлении истории создания текста и выявлении в нём различных следов правок, компиляций и наслоений. Автор работ по текстологии Повести временных лет, Новгородской первой летописи, сочинений Владимира Мономаха.
Исследователь берестяных грамот, соавтор публикации академического издания «Новгородские грамоты на бересте». Предложил идентификацию ряда исторических персонажей, первым провёл исследование коммуникативной структуры древнерусской берестяной переписки.
Один из создателей сайта Древнерусские берестяные грамоты".
Также известен как автор исследований по древнерусской эпиграфике. Часть работ написана в соавторстве с С. М. Михеевым, Ю. А. Артамоновым, И. В. Зайцевым.

## Общественная позиция
В феврале 2022 года подписал открытое письмо российских учёных и научных журналистов с осуждением вторжения России на Украину и призывом вывести российские войска с украинской территории.